# Генпентаконтасеребротетрадекадиспрозий
Генпентаконтасеребротетрадекадиспрозий — бинарное неорганическое соединение
диспрозия и серебра
с формулой Ag51Dy14,
кристаллы.

## Получение
- Сплавление стехиометрических количеств чистых веществ:

{\displaystyle {\mathsf {14Dy+51Ag\ {\xrightarrow {990^{o}C}}\ Ag_{51}Dy_{14}}}}

## Физические свойства
Генпентаконтасеребротетрадекадиспрозий образует кристаллы
гексагональной сингонии, пространственная группа P 6/m, параметры ячейки a = 1,2670 нм, c = 0,9289 нм, Z = 1,
структура типа тетрадекагадолинийгенпентаконтасеребра Gd14Ag51
.
Соединение конгруэнтно плавится при температуре 990°C 
и имеет область гомогенности 22÷25 ат.% диспрозия.